# 阿拉伯穆斯林
阿拉伯穆斯林，是以穆斯林為一系列身分識别的阿拉伯人，他們主要集中在中東。
非阿拉伯穆斯林被阿拉伯人稱馬瓦里人（釋奴），很多非穆斯林和非阿拉伯穆斯林相信只有阿拉伯穆斯林才是真正穆斯林。